# الجزایری‌های کانادا
الجزایری‌های کانادا (انگلیسی: Algerian Canadians) شهروندان الجزایری تبار کانادا یا مردم متولد الجزایر و ساکن در کانادا هستند که بیشتر در استان‌های کبک و انتاریو در کانادا حضور دارند.
بیشتر جمعیت این گروه مسلمان می‌باشند. طبق سرشماری سال ۲۰۱۱ کانادا تعداد ایشان حدود ۴۹٬۱۱۰ نفر تخمین زده شد که مدعی شده‌اند به طور کامل یا نیمه اصل و نسب الجزایری دارند. کانادا بزرگترین جامعه الجزایری‌ها را در آمریکای شمالی داراست.

## الجزایری-کانادایی‌های سرشناس
- زاهو، خواننده